# Michael Welling
Michael Welling (* 12. August 1971 in Neuenhaus) ist ein deutscher Wirtschaftswissenschaftler, Dozent und Fußballmanager.

## Leben
Nach dem Abitur am Gymnasium in Lingen begann Welling, an der Universität Osnabrück Sport, Soziologie und Literaturwissenschaften zu studieren, brach aber nach zwei Semestern ab. Anschließend studierte er Wirtschaftswissenschaft an der Ruhr-Universität Bochum und an der University of Strathclyde in Glasgow. Die Schwerpunkte seines Studiums waren Marketing, Controlling und Umweltökonomie. Im Jahr 1998 schloss er in Bochum sein Studium zum Diplom-Ökonom als Jahrgangsbester ab. Seine Diplomarbeit über Möglichkeiten und Grenzen einer geschäftsbeziehungsorientierten Deckungsbeitragsrechnung wurde 1998 mit dem Preis der Ruhr-Universität Bochum für die „beste studentische Abschlussarbeit“ ausgezeichnet. Schon während und nach Beendigung seines Studiums war er im Bereich Controlling & Strategic Planning bei der adidas-Salomon AG in Herzogenaurach und Portland (USA) tätig. 
Von 1999 bis 2004 war er wissenschaftlicher Mitarbeiter am Lehrstuhl für Angewandte Betriebswirtschaftslehre der Ruhr-Universität Bochum bei Peter Hammann mit den Arbeitsgebieten Marketing und ökonomische Theorie, Marketing-Controlling, Markenführung sowie Sportökonomie und Sportmanagement, anschließend seit Juli 2004 am Lehrstuhl für Mittelstand, Existenzgründung und Entrepreneurship der Universität Bremen bei Jörg Freiling tätig. In Bochum wurde er 2005 mit seiner Dissertation Ökonomik der Marke; ein Beitrag zum Theorienpluralismus in der Markenforschung (Deutscher Universitäts-Verlag, Wiesbaden 2006, ISBN 3-8350-0226-0) zum Dr. rer. oec. promoviert. Er arbeitete in Projekten zum strategischen Management mit der internationalen Unternehmensberatung McKinsey & Company, war Dozent an der Business and Information Technology School (BiTS) in Iserlohn, an der er am Aufbau des Studiengangs Sport- und Eventmanagement mitwirkte. Bis 2007 war er als Assistent des Vorstands beim VfL Bochum tätig. Er arbeitete fortan in Hamburg im Bereich Sportmanagement.
Von Oktober 2007 bis September 2010 war Welling beim internationalen Sportrechte-Vermarkter Sportfive beschäftigt. Zunächst betreute er dort im nationalen Bereich das Thema Brand Management und leitete später die Abteilung Market & Sales Operations des International Marketings als Senior Director Market & Sales. Ab Oktober 2009 war als Vice President Acquisitions & Portfolio Management im Board der neu gegründeten Business Unit International und schied dort im September 2010 aus. Zudem arbeitet Welling als Lehrbeauftragter an der Fakultät für Sportwissenschaft der Ruhr-Universität Bochum (erw. 2009–2011), unterrichtet an der FOM das Schwerpunktfach „Sportwirtschaft“. Er ist als Dozent bei der ESB (Europäischen Sponsoring Börse) tätig und ist regelmäßig auf Konferenzen als Referent.
Vom 1. Oktober 2010 bis 28. Februar 2018 war Welling geschäftsführender 1. Vorsitzender von Rot-Weiss Essen. Im September 2017 bat er den Aufsichtsrat von Rot-Weiss Essen um die Auflösung seines bis 31. Dezember 2020 laufenden Vertrags. Ihm folgte am 1. November 2017 der frühere Bielefelder Geschäftsführer Marcus Uhlig.
Ab 1. Juli 2018 war er beim 1. FSV Mainz 05 als Direktor Marketing & Vertrieb tätig. Zum 15. Februar 2021 wechselte Welling zum VfL Osnabrück, bei dem er als Geschäftsführer Wirtschaft für den kaufmännischen Bereich zuständig ist.

## Werke
- Ökonomik der Marke, Dissertation, Deutscher Universitäts-Verlag, Wiesbaden 2006, ISBN 3-8350-0226-0
- als Mitherausgeber: Ökonomie des Fussballs (mit Peter Hammann u. Lars Schmidt), Deutscher Universitätsverlag, Wiesbaden 2004, ISBN 978-3824480760
- als Mitherausgeber: Marketing in Schöngeistigem (mit Rainer Palupski u. Cordula Niehuis), Verlag Shaker, Aachen 2003, ISBN 3-8322-1661-8
- Bausteine einer integrierten image- und identitätsorientierten Markenführung als Beitrag zur Markentheorie, in: Heribert Meffert, Christoph Burmann, Martin Koers (Red.): Markenmanagement, Identitätsorientierte Markenführung und praktische Umsetzung, Gabler Verlag, 2003, ISBN 3409218211